# Kearns-Sayre-Syndrom
Das Kearns-Sayre-Syndrom (KSS) ist eine sehr seltene angeborene Form einer Lähmung der Augenmuskeln (Ophthalmoplegia progressiva externa) kombiniert mit einer Degeneration der Netzhaut (mitochondriale Retinopathie), einem Krankheitsbeginn vor dem 20. Lebensjahr und weiteren Auffälligkeiten. Das Syndrom kann als Sonderform der Ophthalmoplegia progressiva externa angesehen werden und ist eine mitochondrial vererbte Störung (Mitochondriopathie).
Synonyme sind: Kearns-Syndrom; Ophthalmoplegia plus
Die Erstbeschreibung der Kombination stammt aus dem Jahre 1944 durch R. I. Barnard und R. O. Scholz.
Die Namensbezeichnung bezieht sich auf die Autoren der Definition als Syndrom durch die US-amerikanischen Augenärzte Thomas P. Kearns und George Pomeroy Sayre im Jahre 1958.

## Verbreitung
Die Häufigkeit wird mit 1 zu 125.000 angegeben, die Vererbung erfolgt extrachromosomal über die Mitochondriale DNA (mtDNA).

## Ursache
Der Erkrankung liegen Neumutationen oder Deletionen des mitochondrialen MTTL1-Gens, das für die mitochondriale tRNA für Leucin kodiert, oder anderer Deletionen zugrunde. Krankheitszeichen entstehen erst in Abhängigkeit des prozentualen Anteils der veränderten DNA.

## Klinische Erscheinungen
Klinische Kriterien sind:
- Manifestation vor dem 20. Lebensjahr
- progressive externe Ophthalmoplegie, meist mit Ptose beginnend
- Netzhautdegeneration (mitochondriale Retinopathie)[4]
- fortschreitende Erregungsleitungsstörung (Reizleitungsstörungen des Herzens), Kardiomyopathie
- langsame Verschlechterung über Jahrzehnte

Hinzu können Hyporeflexie, Sensibilitätsstörungen, Myopathie, Ataxie, Dysphasie, Dysphagie, Kleinwuchs, Taubheit, Hypogonadismus, Endokrinopathien (Diabetes mellitus) oder axonale Polyneuropathie oder Demenz kommen.

## Diagnose
Die Diagnose ergibt sich klinisch aus der Trias Ophthalmoplegie mit Ptosis, Krankheitsbeginn vor dem 20. Lebensjahr und Retinopathia pigmentosa sowie (mindestens) einem der weiteren Befunde: erhöhtes Eiweiß im Liquor cerebrospinalis (< 1 g/l), Ataxie oder Reizleitungsstörung und kann durch Humangenetische Untersuchung und Muskelbiopsie bestätigt werden.

## Differentialdiagnostik
Abzugrenzen sind unter anderem der Morbus Pearson (Übergänge zum Kearns-Sayre-Syndrom sind möglich) und mütterlich vererbte Ophthalmoplegia progressiva externa.

## Therapie
Bislang ist lediglich eine symptomatische Behandlung möglich, Gabe von Coenzym Q10 kann hilfreich sein.